# Tomomi Mochizuki
Tomomi Mochizuki (ja: 望月智充 Mochizuki Tomomi né le 31 décembre 1958 à Hokkaido) est un réalisateur japonais de film d'animation. Il a notamment réalisé Je peux entendre l'océan (海がきこえる, Umi ga kikoeru) en 1993 pour le Studio Ghibli.

## Travaux

### Réalisations
- 1986 : Cynthia ou le Rythme de la vie (série télévisée) - Réalisation, storyboard, directeur d'épisode
- 1987 : Twilight Q (OAV) - Réalisation
- 1988 : Max et Compagnie - le film (film) - Réalisation
- 1989 : Ranma ½ (série télévisée) - Réalisateur (saison 1 uniquement), storyboard (ep 1,4,6,13)
- 1991-93 : Here Is Greenwood (OAV) - Réalisation, scénariste, storyboard
- 1993 : Je peux entendre l'océan (téléfilm) - Réalisation,
- 1994 : Dan et Danny Flash (OAV) - Réalisation (ep 7 à 16), storyboard (ep 7,8,10,14)
- 1994 : Tanjou ~Debut~ (OAV) - Réalisation, scénario
- 1996-97 : Brave Command Dagwon (série télévisée) - Réalisation, script (ep 23,24,30,43), storyboard (ep 1,26,48), directeur d'épisode (ep 26,48)
- 1996 : Boku no Mary (OAV) - Réalisation, scénario
- 1997 : Yakumo Tatsu (OAV) - Réalisation, Scénario, storyboard, directeur d'épisode
- 1998 : Princess Nine (série télévisée) - Réalisation, storyboard (ep 1,8,17,21,26), directeur d'épisode (ep 26)
- 1999 : Seraphim Call (série télévisée) - Réalisation, script (ep 5,6,12), storyboard (ep 2,5,6,11,12), directeur d'épisode (ep 12)
- 2001 : Gundam Neo Experience 0087 : Green Divers (Moyen métrage) - Réalisation
- 2002-03 : Yokohama Kaidashi Kikō (OAV) - Réalisation, scénario, storyboard
- 2003-04 : Twin Spica (série télévisée) - Réalisation, scénario, storyboard
- 2005 : Zettai Shōnen (série télévisée) - Réalisation, storyboard (ep 1-5,8,10,12)
- 2006 : Shinigami no ballad (série télévisée) - Réalisation, storyboard (ep 1,2,4,6), directeur d'épisode (ep 4,6), responsable du son
- 2007 : Oshare Majo: Love and Berry (film) - Réalisation, storyboard, responsable du son
- 2008 : Porphy no Nagai Tabi (série télévisée) - Réalisation, responsable du son, storyboard (ep 1,6,7,8,11,20,29,34,43,51,52), directeur d'épisode (ep 1,29,52), script (ep 17)
- 2010 : House of Five Leaves (Sarai-ya Goyō) (série télévisée) - Réalisation, scénario, responsable du son, Storyboard (ep 1,12), directeur d'épisode (ep 1,12), script (tous)

### Autres
- 1982-83 : Tokimeki Tonight (série télévisée) - Storyboard (ep 18), directeur d'épisode (ep 14,23,27,31,34)
- 1982 : Ninjaman Ippei (série télévisée) - Directeur d'épisode (ep 11)
- 1983-84 : Creamy, merveilleuse Creamy (série télévisée) - Storyboard (ep 4,14,20,26,31,37,41,46,50), directeur d'épisode (ep 4,8,14,20,26,31,37,41,46,50)
- 1984 : Oyoneko Boonyan (série télévisée) - Storyboard, directeur d'épisode
- 1984-85 : Emi magique (série télévisée) - Storyboard (ep 7,11,15,37), directeur d'épisode (ep 7,11,15,37)
- 1985 : Lamu (série télévisée) - Storyboard
- 1985-87 : Touch (série télévisée) - Directeur d'épisode (ep 43)
- 1987 : Maison Ikkoku (série télévisée) - Storyboard (ep 45)
- 1987 : Project A-ko (film) - Storyboard
- 1987-89 : Malicieuse Kiki (série télévisée) - Storyboard (ep 9,53), directeur d'épisode (ep 53)
- 1989-91 : Chimpui (série télévisée) - Storyboard (ep 38,46)
- 1990 : Tasuke, the Samurai Cop (série télévisée) - Storyboard (ep 5)
- 1991 : Ore wa Chokkaku (série télévisée) - Storyboard (ep 5)
- 1993 : Nintama Rantarō (série télévisée) - Storyboard, directeur d'épisode
- 1995 : Fushigi Yugi (série télévisée) - Storyboard (ep 6,10) (sous le nom de Gō Sakamoto)
- 1996-97 : Aka-chan to Boku (série télévisée) - Storyboard (ep 2) (sous le nom de Gō Sakamoto)
- 1998 : Sentimental Journey (série télévisée) - Storyboard (ep 3,9)
- 1998 : Fancy Lala (série télévisée) - Scénariste en chef, script (ep 1,2,7,11,15,19,23,25,26)
- 1998-99 : Gasaraki (série télévisée) - Storyboard (ep 15,16) (sous le nom de Gō Sakamoto)
- 1999 : Angel Links (série télévisée) - Storyboard (ep 9,13) (sous le nom de Gō Sakamoto)
- 1999 : Power Stone (série télévisée) - Storyboard (ep 12) (sous le nom de Gō Sakamoto)
- 2000-01 : Mighty Cat Masked Niyandar (série télévisée) - Storyboard (ep 22,24,29,34,40), directeur d'épisode (ep 24,34)
- 2000-01 : Argento Soma (série télévisée) - Storyboard (ep 4,9,14,19) (sous le nom de Gō Sakamoto)
- 2001 : S-CRY-ed (série télévisée) - Storyboard (ep 19)
- 2001 : I My Me! Strawberry Eggs (série télévisée) - Storyboard (ep 6,11) (sous le nom de Gō Sakamoto)
- 2001 : Geneshaft (série télévisée) - Storyboard (ep 5,9) (sous le nom de Gō Sakamoto)
- 2002 : Ailes Grises (série télévisée) - Storyboard (ep 6) (sous le nom de Gō Sakamoto)
- 2002 : Okojo-san (série télévisée) - Storyboard (ep 19,26,35,41,43,50) (sous le nom de Gō Sakamoto)
- 2002 : RahXephon (série télévisée) - Storyboard (ep 5) (sous le nom de Gō Sakamoto)
- 2002-03 : Hanada shōnen-shi (série télévisée) - Storyboard (ep 22)
- 2003 : Yami to Bōshi to Hon no Tabibito (série télévisée) - Scénariste en chef, script (ep 1,3,6,7,10,11,13)
- 2003 : Scrapped Princess (série télévisée) - Storyboard (ep 5,9) (sous le nom de Gō Sakamoto)
- 2004 : Astro Boy - 2003 (série télévisée) - Storyboard (ep 41)
- 2004 : Zorori le magnifique (série télévisée) - Storyboard (ep 3)
- 2005 : Superior Defender Gundam Force (série télévisée) - Storyboard (ep 23), directeur d'épisode (ep 23)
- 2005-06 : Eureka Seven (série télévisée) - Storyboard (ep 41) (sous le nom de Gō Sakamoto)
- 2006 : Yoshimune (série télévisée) - Storyboard (ep 22)
- 2006 : Kujibiki Unbalance (série télévisée) - Storyboard (ep 2)
- 2006-07 : Code Geass (série télévisée) - Storyboard (ep 12) (sous le nom de Gō Sakamoto)
- 2007 : The Galaxy Railways (OAV) - Storyboard (ep 3)
- 2007 : Tōka Gettan (série télévisée) - Scénariste en chef, script (1-5,10,14,17,19,24-26), Storyboard (ep 21)
- 2010-11 : Que sa volonté soit faite (série télévisée) - Storyboard (ep 12,15)
- 2010-11 : Starry Sky (série télévisée) - Storyboard (ep 11,12)
- 2011 : Sekaiichi Hatsukoi (série télévisée) - Storyboard (ep 3) (sous le nom de Gō Sakamoto)
- 2011 : Deadman Wonderland (série télévisée) - Storyboard (ep 8)
- 2011 : The Idolmaster (série télévisée) - Storyboard (ep 16)
- 2011 : Mashiroiro Symphony (série télévisée) - Storyboard
- 2012 : Secret service (série télévisée) - Storyboard (ep 9)